# Fila (empresa)
Fila (em italiano:  Fee-lah; hangul: 휠라; rr: hwilla) é uma marca de roupas esportivas e casuais de propriedade sul-coreana com sede em Seul. A empresa foi originalmente fundada por Ettore e Giansevero Fila em 1911 em Coggiola, perto de Biella, Itália. A Fila Korea adquiriu a marca em 2007 e lançou sua oferta pública inicial (IPO) na Korea Exchange em setembro de 2010.
A Fila Holdings é proprietária da fabricante de equipamentos de golfe Acushnet Company. Entre os maiores acionistas da Fila Holdings incluem a Piemonte Co., Ltd com cerca de 20%, a Fila Holdings com 20% e o Serviço Nacional de Pensões da Coreia do Sul com cerca de 13%. Gene Yoon (Yoon Yoon-su), que detém uma participação de 75% na Piemonte, atua como presidente da Fila Holdings. O diretor executivo (CEO) é Yoon Keun-chang.

## História

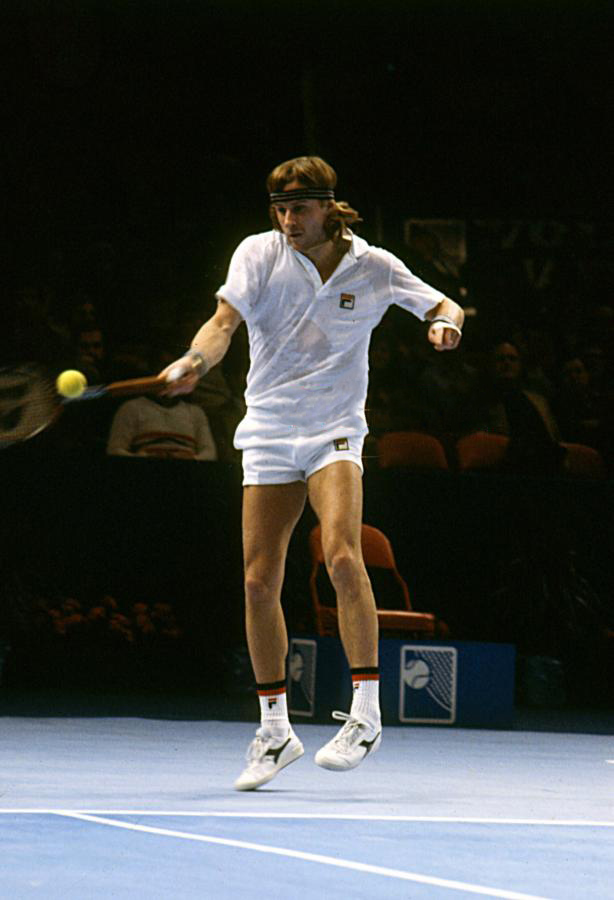
Björn Borg em 1981.

Em 1906, os irmãos Ettore e Giansevero Fila ingressaram na fábrica de lã Giuseppe Regis e Figli di Coggiola, em Biella, Piemonte, Itália. Em 1911, os irmãos Regis saíram da empresa, e a fábrica de lã passou a se chamar Fratelli Fila S.p.A. A Fila foi oficialmente fundada em 1923. Inicialmente, fabricava roupas para as pessoas dos Alpes Italianos, principalmente roupas de baixo. Na década de 1970, ela passou para o vestuário esportivo, com um contrato de patrocínio com o jogador de tênis Björn Borg, e a marca se tornou mais popular após essa transição.
Em 1988, a Fila mudou de proprietário da empresa química italiana SNIA S.p.A. para a holding Gemina, controlada pela Fiat, posteriormente reestruturada como Holding di Partecipazioni. Em 1991, a Fila mudou o foco de roupas na Europa para calçados nos Estados Unidos e concluiu a aquisição de sua licença nos Estados Unidos. Patrocínios de alto perfil, incluindo os jogadores de basquetebol Grant Hill e Jerry Stackhouse, ajudaram a tornar a Fila a marca de calçados de crescimento mais rápido dos Estados Unidos até 1995.
Em 2003, a Holding di Partecipazioni vendeu a empresa para a Cerberus Capital Management, um fundo de cobertura baseado nos Estados Unidos, após a empresa ter se comprometido excessivamente com patrocínios esportivos caros em um momento em que as margens estavam sob pressão. A Cerberus era proprietária da Fila por meio da holding Sports Brands International, que possuía e operava todos os negócios da Fila em todo o mundo, com exceção da Fila Korea, que era uma empresa separada que operava a marca sob licença. Em janeiro de 2007, a marca e todas as suas subsidiárias internacionais foram adquiridas pela Fila Korea.

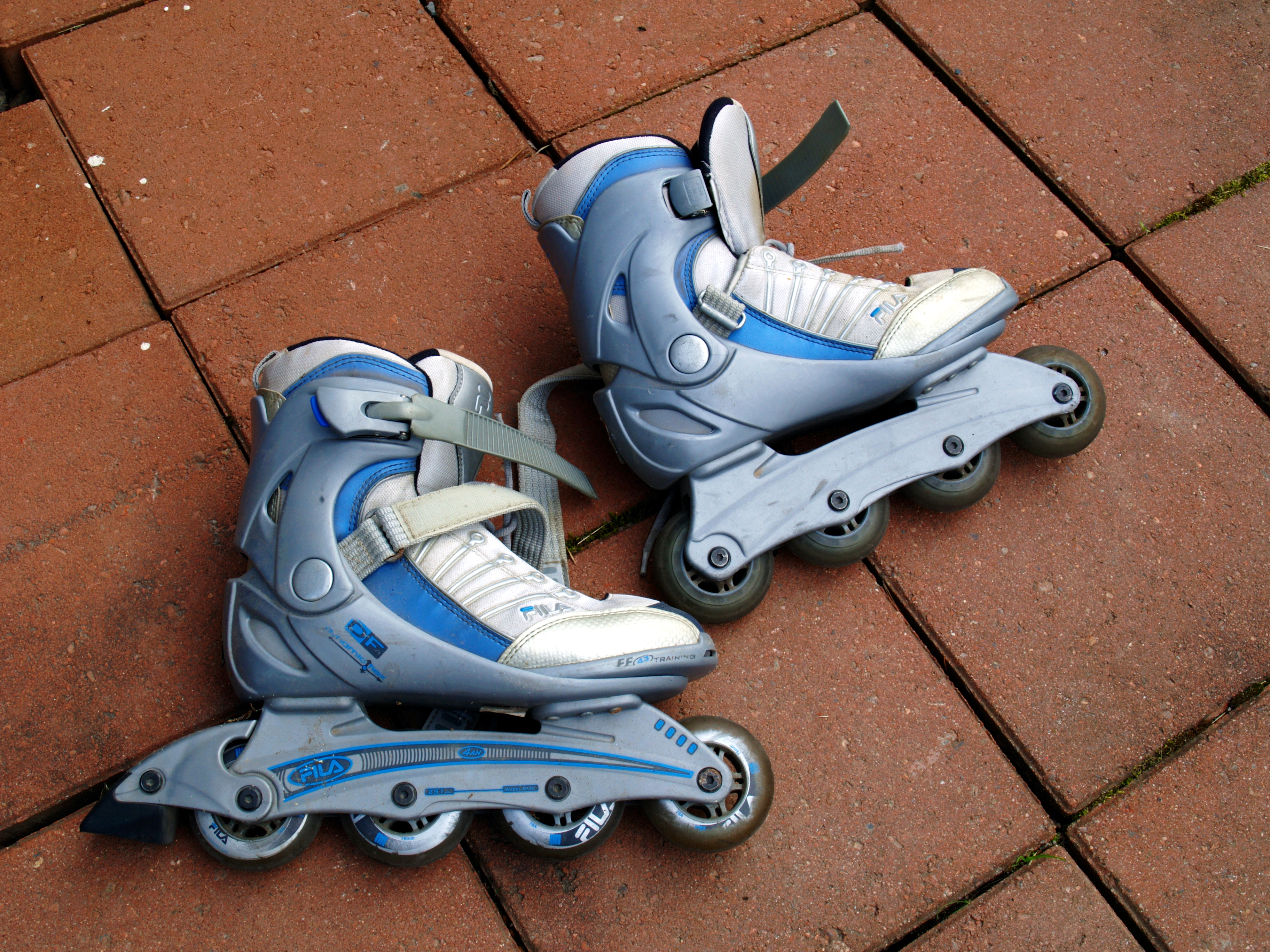
Patins da marca Fila.

Em 2009, a Anta Sports adquiriu os direitos da marca na China, Hong Kong e Macau da então parceira chinesa de joint venture da Fila, Belle International. A Fila Korea ainda possuía 15% das ações da empresa de joint venture "Full Prospect".
Em setembro de 2010, a Fila Korea Ltd. lançou sua oferta pública inicial na Korea Exchange.  Em maio de 2011, a empresa adquiriu a fabricante global de equipamentos de golfe Acushnet Company, tornando-se a nova proprietária de marcas de golfe como Titleist e FootJoy, por US$ 1,23 bilhão.

## Operações internacionais

#### América Latina e Brasil
Na América Latina e no Brasil, a operação da Fila é feita desde 2003 pelo Grupo Dass, grupo que também opera as marcas Umbro, New Balance e Osklen na região.

## Preocupações com fornecimento
Em março de 2021, a Fila China afirmou que continuaria a obter algodão de Xinjiang, apesar das críticas públicas de que tal algodão teria sido produzido com trabalho forçado de uigures na região.

## Fornecimento e patrocínio

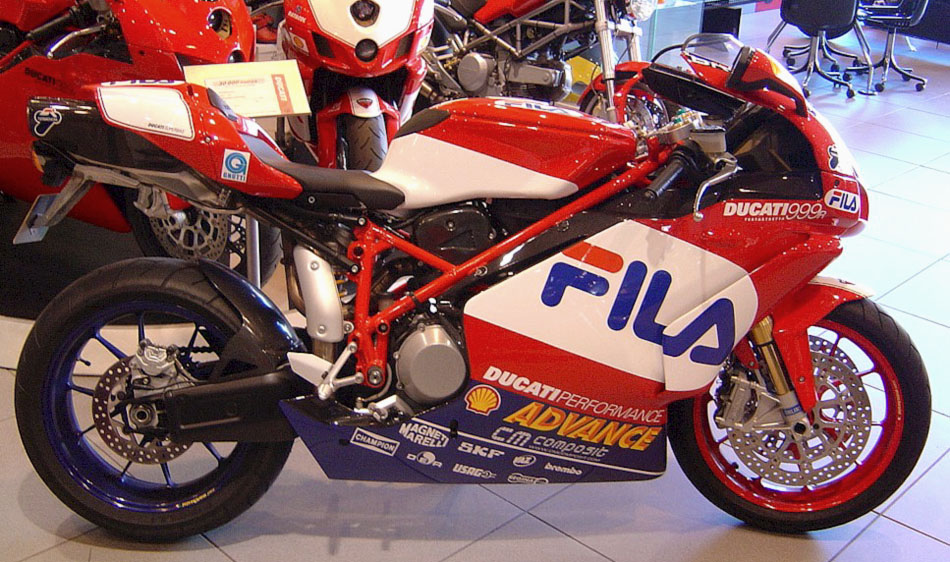
Ducati 999R com patrocínio da Fila.

Em outubro de 2019, o grupo de K-pop BTS tornou-se embaixador global da marca Fila.

### Beisebol
- Doosan Bears[20]

### Tênis
- Soonwoo Kwon[21]
- Tommy Haas[21]
- Laura Siegemund[22]
- Diego Schwartzman[23]
- Horacio Zeballos
- Ashleigh Barty[24]
- Alexei Popyrin[25]
- John Isner[23]
- Ann Li[21]
- Robin Montgomery[26]
- Brandon Nakashima[24]
- Reilly Opelka[23]
- Sam Querrey[24]
- Shelby Rogers[27]
- Barbora Krejcikova[23]
- Karolina Pliskova[23]
- Ekaterina Alexandrova[21]

### Futebol
- Santa Fe
- Jeju United
- Maccabi Tel Aviv
- Vicenza